# Nicolas Chamfort
Sébastien-Roch Nicolas, később felvette a Chamfort nevet (Clermont-Ferrand, 1740. április 6. – Párizs, 1794. április 13.) francia író, moralista.

## Életútja
Születésének körülményei nem teljesen tisztázottak, feltehetően törvénytelen gyermekként született. Irodalmi sikerei előtt különféle munkákat vállalt, hogy megélhetését biztosítsa. Kezdetben újságcikkeket, dicsőítő ódákat írt, utóbbiakért akadémiai díjban is részesült. Később érdeklődése a színház felé fordult, szatirikus vígjátékain Rousseau nézeteinek hatása érezhető (La jeune Indienne, Le marchand de Smyrne). Az igazán nagy sikert Mustapha et Zéangir című tragédiája hozta meg számára. A darabot a királyi udvar köreiben is kedvezően fogadták, a királyné nyugdíjat (kegydíjat?) és Condé herceg (Louis V Joseph de Bourbon-Condé) mellett titkári állást biztosított számára. A függetlenségét féltő Chamfort azonban hamarosan megvált ettől a szolgálattól. Ebben az időben jelent meg társszerzőként írt munkája, a "Dictionnaire dramatique" (1776). Írói hírneve gyorsan nőtt, a párizsi szalonok kedvelt alakja lett. 1781-ben a Francia Akadémia tagjai közé választotta.
A forradalmat lelkesen üdvözölte, egy ideig titkára volt a Jakobinus klubnak. Kinevezték a nemzeti könyvtárba könyvtárosnak, ám nem sokkal később lemondott. A forradalom robespierre-i fordulatát, a terrort elutasította. Bebörtönözték, de hamarosan kiszabadult. Az újabb börtöntől tartva 1793-ban öngyilkossági kísérletet követett el és sebeibe a következő évben belehalt.

## Munkái
- La jeune Indienne (1764)
- Le marchand de Smyrne (komédia, 1770)
- Mustapha et Zéangir (tragédia, 1776 vagy 1778)
- Dictionnaire dramatique (Joseph de La Porte-tal közösen, 1776)
- Maximes et pensées, caractères et anecdotes (Halála után kiadott, leghíresebb és máig idézett munkája maximáit, aforizmáit, anekdotáit tartalmazza. Németül megjelent Drezdában, 1803-ban; jelentős hatással volt a német romantikus költőkre).

Összegyűjtött műveit egy évvel halála után adták ki (Oeuvres, 4 kötet. Párizs, 1795).

## Magyarul
- Aforizmák; vál., ford., utószó Gábor György; Európa, Bp., 1960 (Világirodalmi kiskönyvtár)
- A tudósokról és az írókról; ford. Gábor György; inː Ima az Akropoliszon. A francia esszé klasszikusai; vál., előszó, tan. Gyergyai Albert, jegyz. Somló Vera, Szávai János; Európa, Bp., 1977